# Robert I. Burgundský
Robert I. Burgundský (1011 – 21. března 1076), známý jako Robert Starý nebo "Tete-Hardi", byl od roku 1032 burgundským vévodou. Robert se narodil jako syn Roberta II. Francouzského a byl tedy bratrem Jindřicha I. Francouzského.
V roce 1025, po smrti staršího bratra Huga Magnuse, povstal Jindřich s Robertem proti otci, jehož porazili a donutili jej ustoupit do Paříže. V roce 1031, po smrti otce krále, se Robert účastnil vzpoury proti bratrovi, ve které ho povzbuzovala matka, Konstancie z Arles. Mír nastal tehdy, když Robert obdržel Burgundsko (1032).
Během své vlády nebyl o nic víc než loupeživý baron, který neměl kontrolu nad svými vazaly. Robert zabavil příjmy autunské diecéze a víno kanovníků z Dijonu. Vyloupil opatství Saint-Germain d'Auxerre. V roce 1048 zapudil svou manželku, Helii ze Semuru, následovala vražda jejího bratra Jocerana a jejího otce, jeho tchána, lorda Dalmace I. ze Semuru Robertovou vlastní rukou.
Robertův nejstarší syn Hugo zemřel jako mladý v bitvě a ani jeho druhý syn Jindřich jej nepřežil. Robertovým nástupcem se tak stal Jindřichův nejstarší syn, jeho vnuk, Hugo I. Burgundský.

## Rodina
Poprvé se Robert oženil kolem roku 1033 s Helií ze Semuru, kterou v roce 1048 zapudil. Měli spolu pět dětí:
1. Hugo Burgundský (1034–1059), zabit v bitvě
2. Jindřich Burgundský (1035–ca.1074)
3. Robert Burgundský (1040–1113)
4. Šimon Burgundský (1045–1087)
5. Konstancie Burgundská (1046–1093)

Ze druhého manželství s Ermengardou z Anjou, dcerou Fulka III., měl Robert jednu dceru:
1. Hildegarda Burgundská (c.1056–1104)